# Serbische Badmintonmeisterschaft 2015
Die Serbische Badmintonmeisterschaft 2015 fand vom 23. bis zum 24. Mai 2015 in Novi Sad statt.

## Medaillengewinner
| Disziplin    | Gold                          | Silber                           | Bronze                              |
| ------------ | ----------------------------- | -------------------------------- | ----------------------------------- |
| Herreneinzel | Dragoslav Petrović            | Igor Bjelan                      | Ilija Pavlović                      |
| Herreneinzel | Dragoslav Petrović            | Igor Bjelan                      | Luka Milić                          |
| Dameneinzel  | Milica Simić                  | Marija Sudimac                   | Bojana Jovanović                    |
| Dameneinzel  | Milica Simić                  | Marija Sudimac                   | Anja Janić                          |
| Herrendoppel | Igor Bjelan Ilija Pavlović    | Miodrag Kaličanin Borko Petrović | Luka Milić Dragoslav Petrović       |
| Herrendoppel | Igor Bjelan Ilija Pavlović    | Miodrag Kaličanin Borko Petrović | Nikola Arsić Nenad Milošević        |
| Damendoppel  | Bojana Jovanović Milica Simić | Nataša Pavlović Marija Sudimac   | Sofija Dmitrović Andona Milovanović |
| Damendoppel  | Bojana Jovanović Milica Simić | Nataša Pavlović Marija Sudimac   | Anja Janić Andrijana Stanković      |
| Mixed        | Borko Petrović Anja Janić     | Ilija Pavlović Milica Simić      | Miodrag Kaličanin Nataša Pavlović   |
| Mixed        | Borko Petrović Anja Janić     | Ilija Pavlović Milica Simić      | Igor Bjelan Bojana Jovanović        |